# Gaje Roztockie
Gaje Roztockie (ukr. Гаї-Розтоцькі) – wieś na Ukrainie w rejonie tarnopolskim należącym do obwodu tarnopolskiego, położona na północny wschód od miasteczka Załoźce.

## Historia
Pierwsza pisemna wzmianka w 1785. Teren należał do XIV wieku do dóbr oleskich i był własnością wojewody Marcina Kamienieckiego, a następnie magnatów Wiśniowieckich i Potockich.
Miejscowość została wybudowana po wielkim pożarze w 1830 roku, który niemal całkowicie zniszczył znajdujące się w pobliżu Załoźce. Część mieszkańców Załoźców odkupiła kawałek ziemi od klasztoru św. Augustyna i założyła osadę. Miejscowość leży na terenie obfitującym w wąwozy i jary. Ziemia jest gliniasta i nadaje się do ogrodnictwa. Tym też oraz pszczelarstwem zajmowali się założyciele wsi. Oprócz tego wyrabiali wozy, beczki, garbowali skóry oraz zajmowali się tkactwem.
W czasie I wojny światowej wieś została zniszczona, a ludność deportowana do południowej Austrii. W czasie II wojny światowej do Armii Czerwonej siłą powołano 89 mężczyzn, 21 z nich zginęło.
W listopadzie 1944 roku oddział ukraińskich nacjonalistów dokonał w Gajach Roztockich zbiorowego zabójstwa 16 Polaków z 4 rodzin.
We wsi funkcjonuje cerkiew greckokatolicka pw. Wniebowstąpienia.
Ze wsi pochodził chemik Kazymyr Patrylak.
Do 2020 w rejonie zborowskim.